# Mubadala Abu Dhabi Open 2024
Il Mubadala Abu Dhabi Open 2024 è stato un torneo professionistico di tennis giocato all'aperto sul cemento. È stata la 3ª edizione del torneo facente parte della categoria WTA 500 nell'ambito del WTA Tour 2024. Il torneo si è svolto nell'impianto Zayed Sports City International Tennis Centre di Abu Dhabi negli Emirati Arabi Uniti, dal 5 all'11 febbraio 2024.

## Partecipanti al singolare

### Teste di serie
| Nazionalità | Giocatrice           | Ranking* | Testa di serie |
| ----------- | -------------------- | -------- | -------------- |
| Kazakistan  | Elena Rybakina       | 5        | 1              |
| Tunisia     | Ons Jabeur           | 6        | 2              |
| Grecia      | Maria Sakkarī        | 9        | 3              |
| Rep. Ceca   | Barbora Krejčiková   | 11       | 4              |
| Lettonia    | Jeļena Ostapenko     | 12       | 5              |
| Brasile     | Beatriz Haddad Maia  | 13       | 6              |
|             | Dar'ja Kasatkina     | 14       | 7              |
|             | Ljudmila Samsonova   | 15       | 8              |
|             | Veronika Kudermetova | 16       | 9              |

* Ranking al 29 gennaio 2024.

### Altre partecipanti
Le seguenti giocatrici hanno ricevuto una Wild card per il tabellone principale:
- Alex Eala
- Naomi Ōsaka
- Emma Raducanu
- Wang Xiyu

La seguente giocatrice è entrata in tabellone con il ranking protetto:
- Paula Badosa

Le seguenti giocatrici sono passate dalle qualificazioni:

- Danielle Collins
- Ashlyn Krueger
- Linda Nosková
- Diane Parry
- Bernarda Pera
- Heather Watson

Le seguenti giocatrici sono state ripescate in tabellone come lucky loser:
- Lucia Bronzetti
- Cristina Bucșa
- Sara Sorribes Tormo

### Ritiri
Prima del torneo
- Paula Badosa → sostituita da  Lucia Bronzetti
- Emma Navarro → sostituita da  Wang Xinyu
- Jeļena Ostapenko → sostituita da  Sara Sorribes Tormo
- Jasmine Paolini → sostituita da  Zhu Lin
- Zhu Lin → sostituita da  Cristina Bucșa

Durante il torneo
- Sara Sorribes Tormo

## Partecipanti al doppio

### Teste di serie
| Nazione       | Giocatore                | Nazione   | Giovatore           | Ranking* | Testa di serie |
| ------------- | ------------------------ | --------- | ------------------- | -------- | -------------- |
| Stati Uniti   | Nicole Melichar-Martinez | Australia | Ellen Perez         | 23       | 1              |
| Brasile       | Beatriz Haddad Maia      | Brasile   | Luisa Stefani       | 35       | 2              |
| Taipei cinese | Chan Hao-ching           | Messico   | Giuliana Olmos      | 46       | 3              |
| Rep. Ceca     | Marie Bouzková           | Spagna    | Sara Sorribes Tormo | 57       | 4              |

* Ranking al 29 gennaio 2024.

### Altre partecipanti
Le seguenti coppie sono entrate in tabellone con il ranking protetto:
- Ons Jabeur /  Naomi Ōsaka

La seguente coppia di giocatrici è entrata in tabellone utilizzando il ranking protetto:
- Wang Xinyu /  Zheng Saisai

La seguente coppia di giocatrici è subentrata in tabellone come alternate:
- Magda Linette /  Bernarda Pera

### Ritiri
Prima del torneo
- Wang Xinyu /  Zheng Saisai → sostituite da  Magda Linette /  Bernarda Pera

Durante il torneo
- Marie Bouzková /  Sara Sorribes Tormo

## Punti
| Evento    | V   | F   | SF  | QF  | 2T   | 1T | Q    | Q2   | Q1   |
| Singolare | 500 | 325 | 195 | 108 | 60   | 1  | 25   | 13   | 1    |
| Doppio    | 500 | 325 | 195 | 108 | N.D. | 1  | N.D. | N.D. | N.D. |

## Montepremi
| Evento    | V         | F        | SF       | QF       | 2T       | 1T      | Q2      | Q1      |
| Singolare | 142 000 $ | 87 665 $ | 51 205 $ | 24 910 $ | 13 590 $ | 9 820 $ | 6 603 $ | 3 380 $ |
| Doppio*   | 47 390 $  | 28 720 $ | 16 480 $ | 8 510 $  | N.D.     | 5 140 $ | N.D.    | N.D.    |

*per team

## Campionesse

### Singolare
Elena Rybakina ha sconfitto in finale  Dar'ja Kasatkina con il punteggio di 6-1, 6-4
- É il settimo titolo in carriera per Rybakina, il secondo della stagione.

### Doppio
Sofia Kenin /  Bethanie Mattek-Sands hanno sconfitto in finale  Linda Nosková /  Heather Watson con il punteggio di 6-4, 7-6(4).